# ملسون کور
ملسون کور (انگلیسی: Molson Coors) شرکت صنایع غذایی آمریکایی است، که در سال ۱۷۸۶ تأسیس شد.